# Kinnekulle
Kinnekulle is een tafelberg aan de zuidoostelijke kust van het Vänermeer in Zweden.
Het hoogste punt heeft een hoogte van ongeveer 306 meter boven zeeniveau. Deze top heet Högkullen. De berg heeft een in Zweden zeldzame sedimentlaag uit het Ordovicium tijdperk.
In 1987 werd de eerste Österplanameteoriet gevonden in de steengroeve van Thorsberg. Deze meteorieten zijn een van de weinig ontdekte meteorietenvondsten in Zweden en geclassificeerd als één oudste meteorietbevindingen op aarde.
Er zijn ook leliestenen (Zweeds: Liljestenar) te vinden, dit zijn een vorm van zandsteenplaten op begraafplaatsen, waarvan de decoratie wordt gekenmerkt door een soort gestileerde lelie. Op de berg zijn meerdere natuurreservaten met dankzij het kalkrijke gesteente een rijke flora en fauna.
Langs de berg ligt de spoorlijn Göteborg - Gårdsjö / Gullspång ook wel Zweeds: Kinnekullebanan genoemd. Er ligt een racecircuit Kinnekulle Ring.

## Externe link

sedimentlagen van Kinnekulle
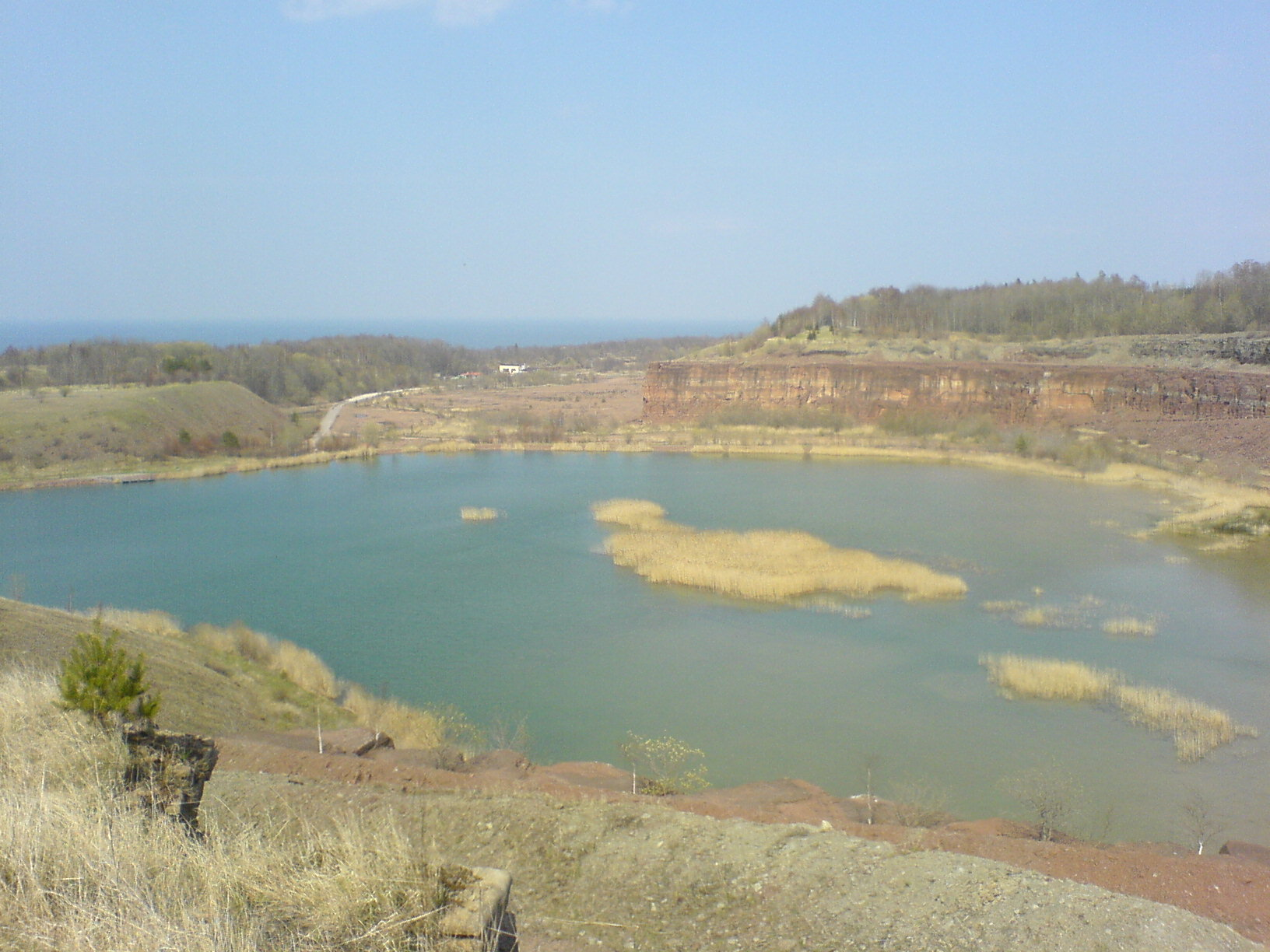
Kunstmatig meer in de groeve van de cementfabriek in Hällekis op Kinnekulle (2006)
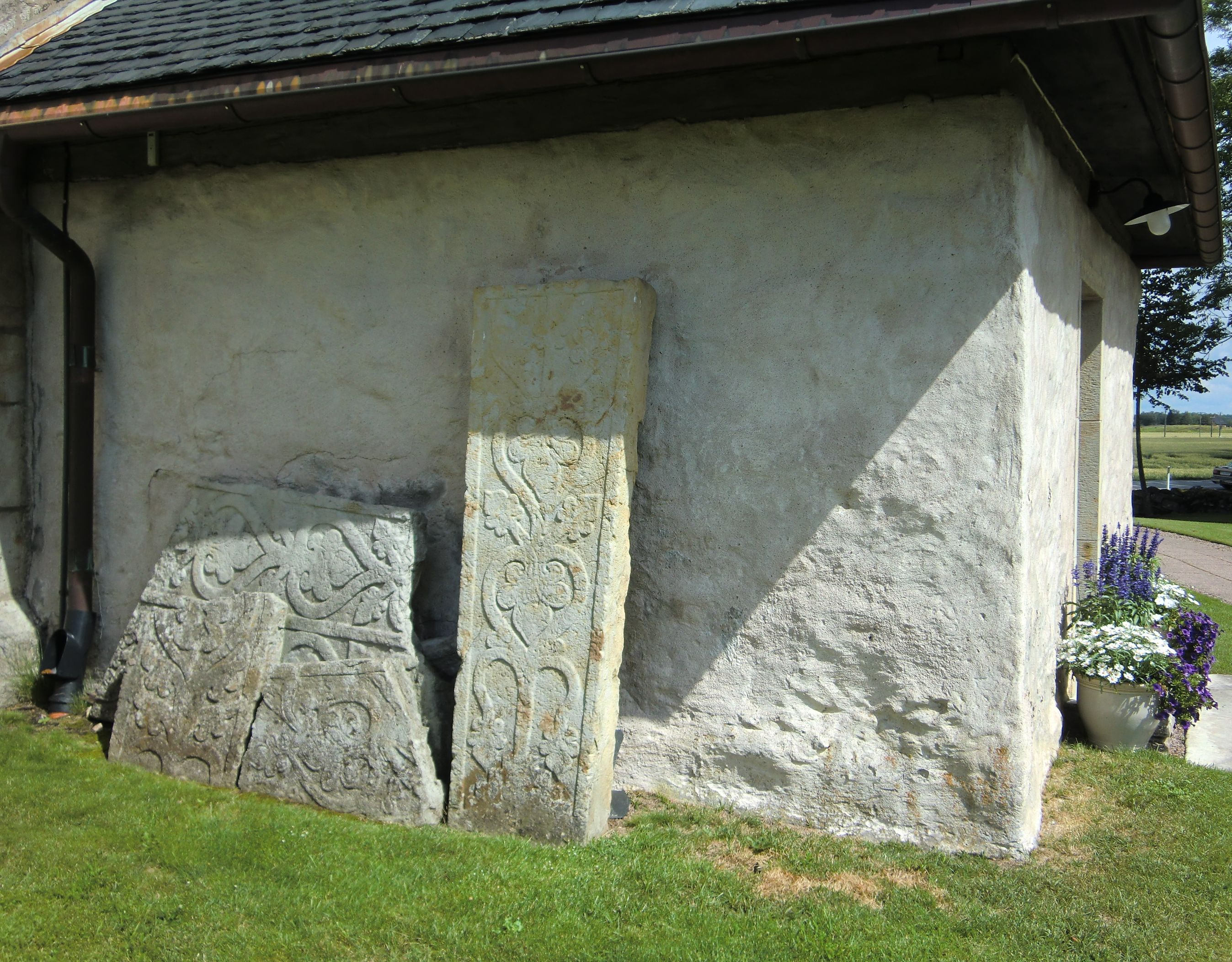
leliesstenen bij Kinnekulle (2011)
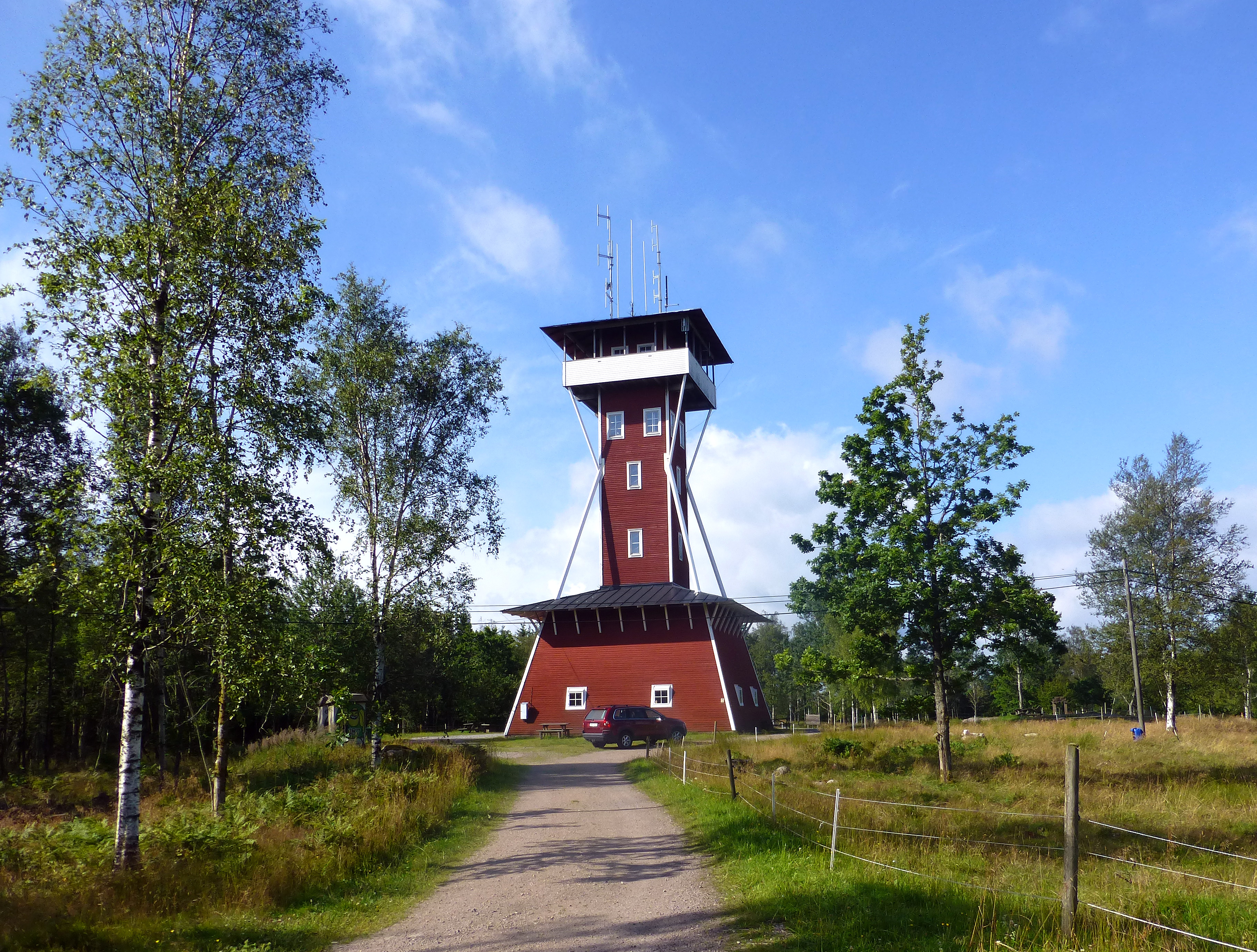
observatietoren (2012)
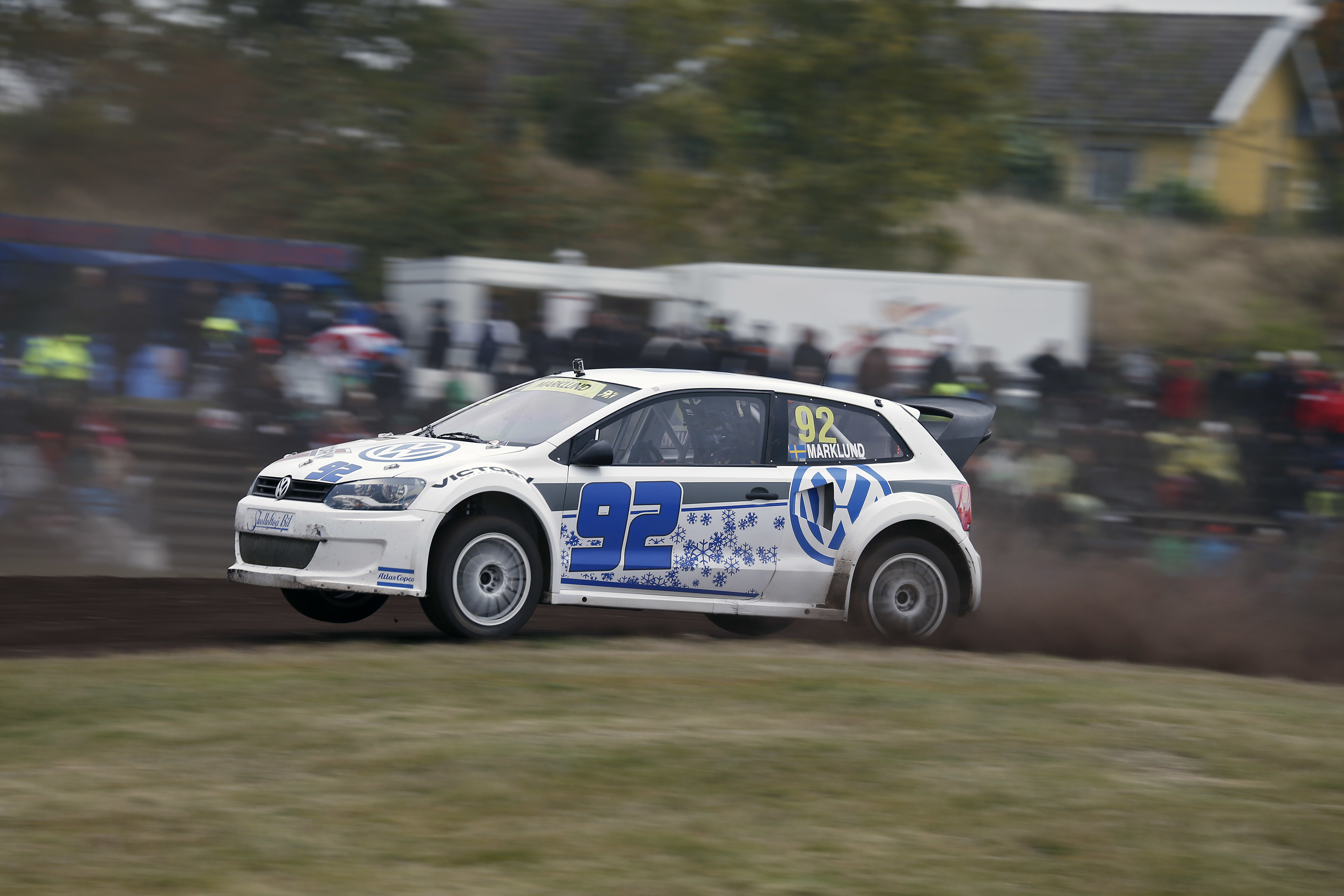
Rallycrosser Anton Marklund bij de National Swedish Rallycross Championships, Kinnekulle Ring (2013)